# Francisco Duarte Silva
Francisco Duarte Silva (São José,  — Desterro, 17 de agosto de 1874) foi um político brasileiro.
Filho de Duarte José da Silva e de Joaquina Rosa de Jesus, casou com Faustina Josefa Caetana da Silva. Pai de Francisco Duarte Silva Júnior.
Chefiou o Partido Liberal em Santa Catarina, a partir de 1866. Foi vereador da Câmara Municipal do Desterro em várias legislaturas.
Foi deputado à Assembleia Legislativa Provincial de Santa Catarina na 5ª legislatura, de 1844 a 1845, e na 6ª legislatura, de 1846 a 1847.
Recebeu as medalhas de oficial da Imperial Ordem da Rosa e de comendador da Imperial Ordem de Cristo.